# سوگوزو (یومورتالیک)
سوگوزو (به ترکی استانبولی: Sugözü) یک منطقهٔ مسکونی در ترکیه است که در یومارتالیک واقع شده‌است.